# Demografia Irlandei de Nord
Irlanda de Nord are o populație de 1.685.267 de locuitori, care a crescut constant din 1978. Speranța de viață este de 76 de ani în cazul bărbaților și 80,8 ani în cazul femeilor.

## Structura pe vârstă[1]
0–15 ani:

398.056

16–17 ani:

53.458

Populația cu vârsta sub 18 ani:

451.514 (26,8%)

18–64 ani:

1.010.428 (60%)

65–74 ani :

123.193 (7,3%)

75 de ani și peste:

100.150 (5,9%)

## Structura confesională
Creștinismul este de departe cea mai răspândită religie  din Irlanda de Nord, cu toate că și alte religii ocupă un loc important. Comunitatea bisericească a cunoscut o scădere a numărului de membri în ultimii ani alături de cea metodistă.Biserica prezbiteriană a cunoscut o ușoară creștere a numărului de adepți, în cadrul bisericii romano-catolice această creștere fiind de 3 %. Deși evoluția le este împiedicată de către bisericile creștine , în Irlanda de Nord se află de asemenea comunități mici de musulmani, hinduși, sikhiști,budhiști și evrei. În Belfast se găsesc o moschee musulmană,o sinagogă evreiească ,un templu sikh și două temple hinduse. în Derry există un alt templu sikh.Comunitatea musulmană este una dintre religiile non-creștine care au cea mai mare rată de creștere în Irlanda de Nord. Evreii sunt puțini ca număr, aproximativ 500,față de 1310 în 1967, dar populația de evrei a cunoscut o ușoară creștere recent.

### Creștinismul
Creștinismul este religia majoritară în Irlanda de Nord, deși principalele confesiuni sunt organizate pe principii irlandeze.În plus, deși evoluția le este împiedicată de către bisericile creștine, în Irlanda de Nord se află de asemenea comunități mici de musulmani, hinduși, sikhiști,budhiști și evrei. Recensământul din 2001 din Regatul unit al Marii Britanii și Irlandei de Nord arată prezența a 40,3% romano-catolici,20,7% Biserica Prezbiteriană, Biserica Anglicană 15,3% și cea Metodistă 3,5 %. 13,8% nu și-au exprimat confesiunea, iar alte religii ocupă 0, 3 %. 
Biserica Romano-Catolică din Irlanda este cea mai mare comunitate confesională, deși este depășită numeric de protestanți și anglicani laolaltă. Comunitatea bisericească este organizată în patru provincii , deși limitele acestora nu coincid cu diviziunea politică modernă a Irlandei. Reședința arhiepiscopului de Armagh, primatul pe Irlanda, este la Catedrala Sf. Patrick din Armagh.
Biserica prezbiteriană din Irlanda, strâns legată de cea a Scoției în ceea ce privește teologia și istoria, este a doua comunitate bisericească ca mărime după cea romano-catolică și cea mai mare confesiune protestantă. Este urmată de Biserica Anglicană care a fost Biserica de stat a Irlandei până când a fost destituită în secolul al XIX -lea. În 2002 Biserica Metodistă din Irlanda , tot mai mică,a semnat un acord pentru o mai bună cooperare și posibilitate de uniune finală cu Biserica din Irlanda.
Biserica lui Isus Hristos a Sfinților din Zilele din Urmă numără aproximativ 5334 de membrii în Irlanda de Nord. Acesta este un număr mai ridicat decât cel din Republica Irlandei și 21 de state din Europa, care au o populație mai mare decât Irlanda de Nord. 
Confesiunile protestante,precum  Asociația Bisericilor Baptiste din Irlanda și Adunările lui Dumnezeu din Irlanda, mai mici dar într-o creștere rapidă, sunt de asemena organizate pe principii irlandeze, deși în cazul celei din urmă acesta a fost rezultatul unei recente reorganizări.

### Religii minoritare

#### Islamismul
În timp ce un număr mic de musulmani locuiau pe teritoriul ce a devenit  în 1921 Irlanda de Nord, mulțimea de musulmani din Irlanda de Nord provin astăzi din familii care au imigrat la sfârșitul secolului al XX-lea. La momentul efectuării recensămintelor din 2001 existau 1943 musulmani în Irlanda de Nord, deși Centrul Islamic din Belfast susține că începând cu 1 ianuarie 2009 acest număr a crescut la peste 4000. Musulmanii din Irlanda de Nord sunt de origine din peste 40 de tări, din Europa de Vest până în Orientul Depărtat.

#### Credința Bahá'í
Bazele credinței Bahá'í în Irlanda de Nord au fost puse după un secol de conviețuire între poporul irlandez și adepții acestei credințe de dincolo de insulă și de pe insulă. Membrii religiei și-au ales prima Adunare Spirituală locală în 1949 în Belfast. Adepții religiei Bahá'í au ținut o conferință internațională în Dublin în 1982 care a fost descrisă ca " una dintre puținele ocazii când un eveniment mondial privind religia unei comunități a fost găzduit în Irlanda." Până în 1993 s-au ținut 12 adunări în Irlanda de Nord. Până în 2005 sursele oficiale ale credinței Bahá'í susțin că există circa 300 de adepți în întreaga Irlanda de Nord.

#### Hinduismul
Hinduismul este o religie minoritară în Irlanda de Nord cu numai 200 de familii hinduse. Cu toate acestea există 3 temple hinduse numite Mandir în Belfast.
| Confesiune                                                       | Adepți  | %    |
| ---------------------------------------------------------------- | ------- | ---- |
| Romano-Catolică                                                  | 678 462 | 40,2 |
| Biserica Prezbiteriană în Irlanda                                | 348 742 | 20,7 |
| Biserica din Irlanda                                             | 257 788 | 15,3 |
| Biserica Metodistă în Irlanda                                    | 59 173  | 3,5  |
| Alte religii creștine( incluzând credințe conexe creștinismului) | 102 221 | 6,1  |
| Total non-romano-catolici-creștini                               | 764 924 | 45,6 |
| Alte religii                                                     | 5028    | 0,3  |

Sursa : Recensământul din 2001 al Regatului Unit al Marii Britanii și al Irlandei de Nord

### Istorie

#### Războiul civil
Războiul civil a fost o perioadă de conflicte etno-politice în Irlanda de Nord care s-a extins asupra Marii Britanii și Republicii Irlandei de nenumărate ori. Durata acestui război este datată în mod convențional începând cu 1968 până când s-a semnat Acordului din Belfast în 1998.Totuși violențele au continuat și după această perioadă și încă se manifestă și astăzi la o scară mai mică.
Principalele probleme puse în discuție în acest război civil au fost statutul constituțional al Irlandei de Nord și relațiile dintre principalele comunități protestante unioniste și cele naționaliste catolice din Irlanda de Nord. Acest război a avut atât dimensiuni politice cât și militare(sau paramilitare). Printre participanți s-au numărat politicieni și activiști politici de ambele părți,organizații republicane și paramilitare loiale, Jandarmeria britanica din Irlanda de Nord, Armata britanică și forțele securității ale Republicii Irlanda.